# Communauté de communes rurales du canton de Brionne
La communauté de communes rurales du Canton de Brionne, ou Intercom du Pays Brionnais, est une ancienne communauté de communes française, située dans le département de l'Eure et dans la région Normandie.

## Histoire
Dans le cadre du schéma départemental de coopération intercommunale, elle fusionne le 1er janvier 2017 avec la Communauté de communes du canton de Broglie, la Communauté de communes de Bernay et ses environs, la Communauté de communes du canton de Beaumesnil et l'Intercom Risle et Charentonne au sein de la nouvelle Communauté de communes Bernay Terres de Normandie.

## Composition
| Nom                     | Code Insee | Gentilé             | Superficie (km2) | Population (dernière pop. légale) | Densité (hab./km2) |
| ----------------------- | ---------- | ------------------- | ---------------- | --------------------------------- | ------------------ |
| Brionne (siège)         | 27116      | Brionnais           | 16,77            | 4 312 (2014)                      | 257                |
| Aclou                   | 27001      | Aclouais            | 3,70             | 300 (2014)                        | 81                 |
| Le Bec-Hellouin         | 27052      | Bexiens             | 9,55             | 421 (2014)                        | 44                 |
| Berthouville            | 27061      | Berthouvillais      | 7,53             | 308 (2014)                        | 41                 |
| Boisney                 | 27074      | Boisneyens          | 5,76             | 289 (2014)                        | 50                 |
| Bosrobert               | 27095      | Bosrobertois        | 9,21             | 634 (2014)                        | 69                 |
| Brétigny                | 27113      | Brétignaciens       | 5,40             | 153 (2014)                        | 28                 |
| Calleville              | 27125      | Callevillais        | 8,57             | 663 (2014)                        | 77                 |
| Franqueville            | 27266      | Franquevillais      | 3,03             | 332 (2014)                        | 110                |
| Harcourt                | 27311      | Harcourtois         | 15,20            | 982 (2014)                        | 65                 |
| La Haye-de-Calleville   | 27318      | Hayais-Callevillais | 2,95             | 279 (2014)                        | 95                 |
| Hecmanville             | 27325      | Hecmanvillais       | 2,99             | 167 (2014)                        | 56                 |
| Livet-sur-Authou        | 27371      | Livetais            | 3,90             | 147 (2014)                        | 38                 |
| Malleville-sur-le-Bec   | 27380      | Mallevillais        | 6,98             | 256 (2014)                        | 37                 |
| Morsan                  | 27418      | Morsanais           | 4,83             | 121 (2014)                        | 25                 |
| La Neuville-du-Bosc     | 27432      | Neuvillois          | 14,45            | 622 (2014)                        | 43                 |
| Neuville-sur-Authou     | 27433      | Neuvillais          | 5,54             | 196 (2014)                        | 35                 |
| Notre-Dame-d'Épine      | 27441      |                     | 1,70             | 78 (2014)                         | 46                 |
| Saint-Cyr-de-Salerne    | 27527      | Saint-Cyriens       | 6,38             | 206 (2014)                        | 32                 |
| Saint-Éloi-de-Fourques  | 27536      | Éligiens            | 7,23             | 499 (2014)                        | 69                 |
| Saint-Paul-de-Fourques  | 27584      |                     | 4,03             | 289 (2014)                        | 72                 |
| Saint-Pierre-de-Salerne | 27592      |                     | 6,92             | 252 (2014)                        | 36                 |
| Saint-Victor-d'Épine    | 27609      | Saint-Victoriens    | 7,89             | 321 (2014)                        | 41                 |

## Démographie
| 2009  | 2013   |
| ----- | ------ |
| 6 625 | 11 741 |

## Administration

### Siège
Le siège de la communauté d'agglomération était situé à Brionne.

### Présidence
Le bureau communautaire comportait 9 vice-présidents.
| Période | Période    | Identité                | Étiquette | Qualité                                 |
| ------- | ---------- | ----------------------- | --------- | --------------------------------------- |
| 1998    | 2003       | Pierre Zucconi          | UDF       | Conseiller général du canton de Brionne |
| 2003    | 2007       | André Voisin            |           | Maire de La Haye-de-Calleville          |
| 2007    | 2014       | Michel du Mesnil-Adelée |           | Maire adjoint de Malleville-sur-le-Bec  |
| 2014    | 31/12/2016 | Frédéric Scribot        |           | Maire de Calleville                     |